# Delandistrogene moxeparvovec
Delandistrogene moxeparvovec es una terapia génica que se  utiliza para el tratamiento de la distrofia muscular de Duchenne, se vende con el nombre comercial Elevidys. Está diseñada para introducir en el organismo un gen que conduce a la producción de micro-distrofina Elevidys, la cual contiene dominios seleccionados de la proteína distrofina que está presente en las células musculares normales. Es una terapia génica basada en un vector viral. Se administra por vía intravenosa. Los efectos secundarios más comunes son:  vómitos, náuseas, lesión hepática aguda, fiebre y trombocitopenia. Se sospecha que un paciente pudo haber fallecido por insuficiencia hepática aguda. Fue aprobado para su uso médico en Estados Unidos en junio de 2023. Fue desarrollado por Sarepta Therapeutics, en colaboración con Roche, y es fabricado por Catalent.

## Indicaciones
Está indicado para el tratamiento de personas de cuatro años de edad en adelante con distrofia muscular de Duchenne que tengan una mutación confirmada en el gen de la distrofia muscular de Duchenne.
Su mecanismo de acción consiste en introducir en el organismo a través de un vector viral un gen que conduce a la producción de micro-distrofina Elevidys, una proteína acortada (de 138 kDa, en comparación con la distrofina normal de 427 kDa presente en las células musculares sanas) que contiene dominios seleccionados de la proteína distrofina de las células musculares normales.
La Administración de Alimentos y Medicamentos señala que la aprobación condicional se basa en la detección de la expresión genética exitosa; la evidencia de mejora clínica aún está pendiente.
En el ensayo clínico fase 3 aleatorizado publicado en Nature Medicine, esta terapia no logró demostrar una mejora significativa en la función motora desde el punto de vista estadístico.
El estudio incluyó a 125 pacientes varones ambulatorios de entre 4 y 8 años de edad (63 en el grupo de tratamiento y 62 en el grupo placebo). Los cambios promedio en la puntuación de evaluación de la función motora fueron de 2,57 puntos en el grupo Elevidys y 1,92 puntos en el grupo placebo, con una diferencia no significativa de 0,65 puntos al cabo de 52 semanas.

## Historia
La aprobación acelerada del medicamento por la Administración de Alimentos y Medicamentos de los Estados Unidos (FDA) se basó en datos de un ensayo clínico que demostró que el tratamiento aumentaba la expresión de la proteína micro-distrofina Elevidys en personas de entre cuatro y cinco años de edad con distrofia muscular de Duchenne.

## Precio
El precio inicial indicado por la empresa fabricante fue de 3,2 millones de dólares estadounidenses por un único tratamiento, el cual se espera que tenga una duración de por vida.